# Manfred Bodin
Manfred Bodin (* 14. November 1939 in Münster) ist ein deutscher Bankmanager.
Von 1991 bis zu seiner Pensionierung 2004 war er Vorstandsvorsitzender der Norddeutschen Landesbank Girozentrale NORD/LB.

## Leben
Nach Abschluss der Mittleren Reife 1957 absolvierte Bodin bei der Stadtsparkasse Münster eine Berufsausbildung zum Bankkaufmann und belegte berufsbegleitend eine Weiterbildung an der Sparkassenakademie, die er 1968 mit dem Abschluss zum Sparkassenbetriebswirt beendete. Seit 1964 war er bei der Sparkasse Witten als Revisor tätig. 1970 wurde er in den Vorstand der Kreissparkasse Recklinghausen berufen und übernahm 1976 deren Vorsitz. 1984 wurde er zum Vorstandsvorsitzenden der Sparkasse Essen bestellt, 1991 gefolgt von der Berufung zum Vorstandsvorsitzenden der Nord/LB.
Seit seiner Pensionierung 2004 vertritt Bodin als Vorsitzender des Landeskuratoriums Niedersachsen den Stifterverband der Deutschen Wissenschaften und ist ehrenamtlich engagiert, beispielsweise in der Stiftung Niedersachsen, der Stiftung Staatsoper Hannover oder der Internationalen Stiftung Neurobionik.
Manfred Bodin ist Honorarkonsul von Dänemark.

## Ehrungen
- 1996: Ehrendoktor der Staatswissenschaftlichen Fakultät der TU Braunschweig[1]
- 1999: Niedersächsische Landesmedaille[4]
- Ehrenbürger der Universität Duisburg Essen[5]

## Veröffentlichungen
- Manfred Bodin (Hrsg.): Banken in gesamtwirtschaftlicher Verantwortung. Deutscher Sparkassenverlag Stuttgart, 1994. ISBN 3-09-305828-7
- Manfred Bodin (1983): Elektronischer Zahlungsverkehr total, in: Betriebswirtschaftliche Blätter 32 (4), S. 122–128.